# San Rafael (departement)
San Rafael je jeden z osmnácti departementů provincie Mendoza v centrální části Argentiny. Jeho rozloha činí 31 235 km², což je 20,82 % provincie Mendoza. Nejjižnější bod je vzdálen 204 km od nejsevernějšího, nejzápadnější od nejvýchodnějšího 298 km. Departement je rozdělen do osmnácti distriktů: Ciudad, El Cerrito, Cuadro Nacional, Las Malvinas, El Sosneado, Las Paredes, La Llave, Cuadro Benegas, Cuadro Nacional, Cañada Seca, Goudge, Jaime Prats, Monte Comán, Rama Caída, Real del Padre, Punta del Agua, Villa Atuel a Villa 25 de Mayo. Na severu sousedí s departementy San Carlos, Santa Rosa a La Paz, na východě s provincií San Luis a departementem General Alvear, na jihu s provincií La Pampa a departementem Malargüe a na západě s Chile. V roce 2001 zde žilo 173 571.